# 上肢
手臂指人的上肢，肩膀以下、手腕以上的部位。

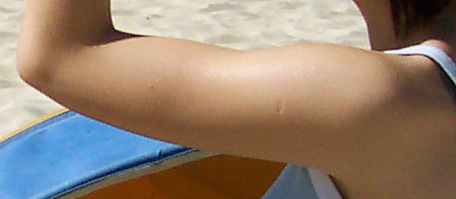
人体上臂

上肢（前肢）是一個人體部位，常指人的手臂（包括手）。在人體解剖學上，上肢是由以下幾個部位組成的：
- 肩
- 上臂
- 肘
- 前臂
- 腕
- 手

以及由臂神經叢所聯繫的肌肉與組織。

## 外部連結
- 週邊神經系統(Peripheral nerve)-Brachial plexus(臂神經叢) （页面存档备份，存于）